# Messico ai Giochi della XXII Olimpiade
Il Messico partecipò ai Giochi della XXII Olimpiade, svoltisi a Mosca, Unione Sovietica, dal 19 luglio al 3 agosto 1980, con una delegazione di 45 atleti impegnati in dodici discipline.